# 中国农民丰收节
中国农民丰收节，是中华人民共和国自2018年6月21日起设立的一个节日，时间为每年农历秋分。该节日2018年由中华人民共和国农业农村部申请设立，同年6月21日得到中华人民共和国国务院批准，成为中华人民共和国首个在国家层面为农民设立的节日。中国中央电视台农业农村频道也在2019年的农民丰收节当天开播。